# Символ віри для молодих українців 1893
Profession de foi молодих українців 1893 (Символ віри для молодих українців) — Програма української таємної організації «Брацтво тарасівців» яка була проголошена у 1893 році на Шевченкові роковини в Харкові та надруковані у квітневому номері львівського журналу «Правда» під назвою «Profession de foi молодих українців».

## Передумова
Наприкінці XIX ст. поміркована позиція старших українських громадівців у національному русі вже не знаходила відгуку серед української молоді. Вона прагнула радикальних дій, і чимало української молоді почало долучатися до російського революційного руху. Пошук нових ідей, організаційних форм визвольного руху протягом 90-х років покликав до життя національні об'єднання з виразною політичною спрямованістю, котрі стали прообразом українських партій. Одним із перших було таємне молодіжне товариство, назване на честь Тараса Шевченка яке отримало назву «Братством тарасівців», яке виникло в 1891 р. Його організаторами виступили студенти харківських вищих навчальних закладів Іван Липа, Борис Грінченко, Михайло Базькевич, Микола Байздренко.
Згодом ідеї харківських гуртківців поширилися серед української молодої інтелігенції Києва, Одеси, Полтави, Чернігова, Олександрії та інших міст України. Загалом у десяти філіях товариства нараховувалося близько ста осіб, серед яких були й відомі громадські діячі — Михайло Коцюбинський, Микола Міхновський та інші.
Програмою Братства тарасівців став документ під назвою «Символ віри молодих українців», опублікований у львівському журналі «Правда». Сформульовані в цьому документі положення згодом позначилися в програмах інших українських політичних партій.

## Текст
Читане на Тарасові роковини 1893 року в університетському місті в Україні:

(Правопис оригіналу максимально збережено)
Знаючи сучасний стан і рух української молодїжи по багатох містах широкої Вкраїни, стежучи по змозї за рідною літературою, що має своїм осередком Галичину, і уважаючи на попередній, так званий, українофільский рух, ми молоді Українці, порадивши ся і спогодивши ся поміж себе, поклали привселюдно в коротких словах висловити наші погляди і взагалі наше PROFESSION DE FOI (символ віри).
Кожна осьвічена людина з науки і власного досьвіду знає, що людськість уся подїляєть ся на раси, народности, нацї т. ін. Знає і тямить, що через те тільки й існують сї колективні одиниці й носять таку назву, що вони мають щось своє власне, що відрізняє одну таку одиницю від другої. Так кожна нация має свою мову, звичаї, історию, культуру і взагалі свій світогляд, одним словом, власне психічне я.
Значить, ми, яко козмофіли, що любимо усіх людей і бажаємо усїй людскости однаково добра і широкої волї, повинні бути националами, бо того вимагає від нас моральне почуттє наше. Ми повинні віддати усї свої сили на те, щоб визволити свою нацию з того гнету, в якому вона зараз перебуває і дати задля користи людскости ще одну вільну духом одиницю.
Уважаючи на час, місце й обставини, ми повинні звернути свою увагу й на Росийську державу і її народи і, яко інтелігенти тої держави, ми конечне бажаємо усім її народам повного добра, волї й широкої осьвіти духу й розуму. Але ми знаємо, що держава, а надто Росийська, се єсть поверховний агрегат часто-густо багатьох наций, що нїчим не в'єднані проміж себе опріч самодержавія, і через се ідея пановання такого абсолютизму єсть ідея мертва, нация-ж єсть жива істота.
Тим то ми змагаємось проти усякого деспотизму, або опікунства, над яким би се не було народом, чи походитиме сей деспотизм або опікунство від одної особи, чи від якого уряду, чи від якої громади, чи навіть з якого-небудь дужчого народу.
Ми стоїмо за повну автономию у всїх народів, за дрібну децентралізацію, як у інших народів, так і на Україні. Таке наше бажанняе випливає з того, що такий лад практикою й наукою виявляєть ся поки найморальнїщим і найкращим для кожної людини.
Бачимо-ж, що Російська держава, захопивши такий великий обшир, так багато розмаїтого люду скувала і сковує своєю державною ідеєю, що не може через свій абсолютизм ні сама поступати уся разом, а також і не дає змоги вільно поступати поодиноким народам, що сковані її кайданами, бо розмаїті народи у Російській державі не можуть разом, купою, з однією мовою і накиненими спільними інтересами йти шляхом поступу. Кожен нарід може розвиватись і дійти до добробиту, до сьвідомости тільки лишаючи ся на рідному грунті, бо інакше тільки вибивати муть ся поодинокі одиниці з його, а він увесь буде непорушний.
Таким робом безодня межи народом та інтелігенцією ставати ме що далі більшою. Значить, тоді тільки поступ у Росії й можливим стане, як кожному народови надано буде вільно користуватися власною духовною силою, іти до осьвїти й добробуту. Тим то ми, яко інтелігенти загальноросийські працювати мемо в такому напрямку, щоб він сприяв розбити росийські кайдани й визволити усї росийські народи зпід гнїтучого їх деспотизму й централізму.
Наука й життя Вкраїнського народу доводять нам, що Україна була, єсть і буде завсїди окремою нациєю, і як кожна нация, так і вона потрібує национальної волї для своєї праці й поступу.
Національна праця існує скрізь, де єсть нация; але як дужий, нормальний чоловік користуєть ся з свого здоровя, так і вільна нация користуеть ся з усїх своїх духовних сил. Де-ж нацию пригнічено, де їй заборонено користувати си з своїх духовних сил і коли в неї не зовсім ще убито духа, то вона почина протестувати проти такого насильства над її живою істотою. 3'являєть ся національне питаннє й національні змагання. Нестемиїсінько так, як і кожна поодинока людина протестує, коли заслонюють їй сонця світло, коли не дають для неї широкої волї особи, коли силою нищуть її живого духа.
Україна під гнетом; і після закону людської психольогії вона підіймає свій національний прапор. Тим ми, як діти України, як сини свого народу єсьмо националами і перед усїм дбаємо о те, щоб дати свому народови волю национальну. Скоро Україна добуде сю волю, зміст національного прапору сам собою перемінить ся, бо людскість поступає і довічні ідеали чергують ся.
Коли хто візьме на себе працю простежити вкраїнський національний рух по історичним документах українських, той побачить, що национальне питаний й національні змагання на Вкраїні з'являли ся з того часу, як тільки Україну почали гнітити чужоземні вороги, а коли Богдан прилучив до Московщини український нарід «як вільний до вільного, як рівний до рівного», то нарід і сам Богдан зараз же зрозуміли, що се була помилка, бо «Москва не свій брат».
Зараз же знов випливають національні змагання, навіть повстання народні. Але з мечем і вогнем Україна нічого не вдїяда проти добре організованої сили. Нарід втомивши ся, спинив ся, ніби заспокоїв ся. Але-ж під сім нїби спокоєм тріпотить його народне серце в грудях могутніх, ллєть ся по жилах його горяча кров і обливає живе, наболіле серце його.
Перегодом під час комісиї Єкатерини II, найкращі поступові люди зрозуміли, що їх відірвано від народу московською псевдокультурою, яку силоміць почав заводити цар Петро і спочули потребу єднання з народом для піднесення його духовних і моральних сил. З сього повстало і українофільство, як «народничество». Національні змагання, значить, не загинули на Вкраїні, бо доки не вбєм усієї живої істоти, доти не вбєм і живої души. Нарід під проводом поступових своїх дїтий знов став до боротьби, змінивши тільки способ її: не вогнем і мечем добуває він тепера волю собі, а духом та розумом.
Українофільский рух починало багато, та не багато затримало ся людий на високости ідеї. Багато залежало се від тих тяжких обставин, що серед їх довело ся розвивати ся нашому национальному рухови. Український нарід хоч і мав у собі такі основи, що від разу міг поставити на певний цілком нормальний грунт ідею культурно-национального відродження України, але у починаючих не було такої сили, щоб перемогти сї обставини, щоб відразу стати ся вкраїнською інтелїгенциєю, щоб зараз же збудувати і лїтературу і науку і всї інші здобутки культурного життя, щоб фактами і своєю істотою довести існовання Українцїв, яко окремої самосотійної нациї.
От як би разом з генієм і апостолом слова Тарасом, з'явив ся у нас гений в політиці, то певна річ, він би показав інший шлях і усі-б пішли тим шляхом., Тодї-б Україна, принаймні що до своєї культури, зараз би не залежала від сьогочасних обставин. Але Кирило-Методиєвське братство далеко не передбачало. Костомарів повів се братство справді на Україну, але не просто, не навпростець, а манівцями проз усю Московщину і за ним сїм далеким і непевним шляхом пішло багато народу.
Не будемо довго спиняти ся тут на українофільстві. Що минуло, те не вернеть ся. Скажемо коротко: українофільство показало нам і цілому світови, що існує і нидіє якийсь зневолений, зрабований нарід, що зветься Українцями; воно поставило нашу ідею на науковий міцний грунт; воно стало підвалиною сучасних Українців. В сїм його історична заслуга.
Про те, з другого боку воно зробило й чимало помилок. Воно мимо своєї волї сприяло розвою, опріч людей ідеї, аматорів українського народу, української істориї, природи, пісень, мови. Воно часом ідеалізувало вкраїнський нарід.
І в той час, коли нарід наш гине мілїонами тільки від тяжких тих обставин, в яких йому доводить ся жити по Росийському цісарству, ходять анекдоти про багату сторону, де галушки самі падаюшь в ріт, де люди сало їдять і сало п'ють, бо-ж від краю до краю лунають українофільські сьпіви, як от характерне, наприклад Ал. Толстого:
«Ты знаешь край, где всё обильемъ дышетъ, Где реки льются чище серебра, Где ветерокъ степной ковыль колышетъ, Въ вишневыхъ рощахъ тонуть хутора… Среди садовъ деревъя гнуться долу, И до земли виситъ ихъ плодъ тяжелый… Туда, туда всемъ сердцемъ я стремился.» і морочать такі сьпіви кожну чесну людину, що далеко живе від дійсної України, від живого народу.
Таке українофільство для нашого люду вельми шкодливе. Се лихо, якого нам трудно запобігти, бо Вкраїна справді містить в собі стільки чарівних смуг, що так званий «благодатний югь» завсїди приваблювати ме до себе непроханих гостей, аматорів, що кохають Україну. За своїм коханням вони не бачать нї темноти, нї бідноти, нї голодної смерти, ані величезного економічного й духовного підупаду загалу.
Серед такого й іншого українофільства давно вже прокладало стежку здорове, нормальне вкраїнство, як струмочки чистої води серед кальної дороги, і коли українофільство було раніш ніби нормальним з'явищем нашого ненормального стану, то тепер українофіли вже неможливі, як дійсні й щирі патриоти, як люди ідеї. І коли ми бачимо тепера, що яка-небудь молода людина сьвідомо йде старим шляхом українофільским, то сьміливо, не вагаючи ся можемо сказати, що то не єсть син України,- то її ворог, то зрадник, перевертень, ренегат.
Для такої молодїжи нема місця поміж нас! Коли давнїш для звичайної осьвіченої людини було за дурницю відірвати ся від народу, то тепер ми уважаємо се за злочинство проти свого народу. Хоч ми не маємо цїлковитої змоги заспокоїти усї свої духовні потреби, про те можемо й повинні есьмо буті консеквентними у всьому Українцями, роблючи на народному грунті усе, що вимагає від нас ідея відродження України, усе, що вимагає від нас всесьвітнїй поступ.
І по скільки ми поважаємо й шануємо щирих українофілів, наших батьків, по стільки ми, сьвідомі Українцї, не бажаємо о дальший розвиток українофільського руху серед нашої суспільности. І як би справа стояла й досї так, як вона почала ся, то се-б тільки сьвідчило, що або ідея наша єсть гнила, нїкчемна, або ми самі люди нікчемні.
Тим тепер кожен молодий перевертень, кожен слабодухий, най винуватить себе самого. Кажемо слабодухий, бо щоб зробити ся й стати дїйсно осьвіченим і корисним Українцем, то се вимагає від чоловіка дрібної, повсякчасної, непомітної для інших духової роботи, бо кожна велика ідея вимагає духової сили.
З міцною-ж душею, певним почуттєм і послідовостю, ми поставимо нашу национальну справу так, що вона не залежати ме від сьогочасних обставин; своєю істотою і моральною силою ми знищимо сї обставини й виробимо з себе українську ініелїгенцію в самому високому розумінню сьго слова.
З усього, що досі сказано випливає й програма нашої практичної дїяльности. В словах її може й нема нічого нового, але тут нове те, що ми робимо власне в такому напрямі як далі висловлюємо.
Для нас сьвідомих Українців єсть один українсько-руський народ. Україна Австрийська і Україна Російська однак нам рідні, і жадні географічні межі не шощть роз'єднати одного народу і, аби була у нас моральна міць, то нї нас не зможуть відірвати від Галичини, нї Галичини від нас, бо ідеї, духа розірвати на два шматки не можна, як нїчим не можна спинити Дніпрової течиї: вона завсїди опинить ся у морі, які-б перепони нї були.
Бажаючи поставити свою справу незалежно від росийських обставин, ми осередок ваги нашої культурно-полїтичної справи переносимо в Галичину й користуємо ся з Австрійської конституциї. Визнаючи широку критику нашій справі, ми не визнаємо партійної сварнї і ворогування на Росийський Україні. Бо з одного боку партиї мають розумну підставу тільки там, де єсть політична воля слову й ділови. І ми-б дуже бажали й радїли, як би у Галичинї, коли се можливо, не було партийної розтичи, бо вона зменшує продуктивність наших сил.
На підставі науки, так званої психо-фізиольогії ми знаємо, що мова єсть одною з найважливіших прикмет, що найдужче виявляє внутрішній зміст национальний, що мова орган духу і виявляч психольогії народної. Нарід, що немає письменства на рідній маві, не становить нациї. Тим дбаємо про те, щоб українська мова запанувала скрізь на Вкраїні: в родині, в усяких справах, як приватних, так і загально-суспільних, у громадї, у літературі і навіть у зносинах з усіма іншими народами, що живуть на Українї. Так кожен з нас, сьвідомих Українців, має промовляти в родині, в товаристві і взагалі скрізь, де його зрозуміють, по вкраїнському.
Виховуючи свої дїти, кожен сьвідомий Українець повинен вживати вкраїнської мови, яко мови виклядової з початку вчення, а як дитина піде до офіцияльної школи, вчити її вкраїнської мови, істориї, літератури дома окремо, щоб дїти наші були вже стихийними Українцями.
Вважаючи, що кожен нарід може осьвідчувати ся і з поводженням і користно для себе розвивати ся на национальному грунті і що в нас віднято змогу й право на такому грунті розвивати ся, ми дбаємо про те, щоб піднести й розворушити на Вкраїнї национального духа, відживити і виробити серед інтелїгенциї й народу национальні почування вкраїнські на підставі їх бажання рідної школи з власною викладовою мовою.
Тим кожен Українець в справі популяризовання вкраїнської ідеї фактами щоденного життя свого, своїми відносинами і усякими іншими способами повинен завсїди відрізняти свою нацию від інших і підносити национальне питаннє й право Вкраїнської нациї скрізь, де тільки можливо: в осьвіченому товаристві, в народі, у відносинах з урядом, в літературі не тільки московській та польській, але й по західно-европейских лїтературах, не забуваючи одначе, що першим і найголовнішим обовязком Українця єсть писати рідною мовою.
Зрозуміла річ, що діяльність наша здебільшого поки що буде культурно-просвітня. Але не можемо ми занехаяти і справ економічних. Тут діло найбільше вже залежить від загально-росийських обставин, поки ми не маємо широкої волї для особи. Проте дбати мемо по змозі про добробут народний, знаючи й повсяк час памятаючи, що тільки матеріально забезпечений народ може добре дбати про национально-просвітні справи.
Маючи-ж на увазі, що вихаваниє найголовнїйше виробляє людей, ми дбаємо і будемо дбати про те, щоб узяти до своїх рук вихованиє й освіту на Україні, збираючи собі й пособляючи іншим Українцям забирати посади всякі, з яких можна впливати на просвіту, повертаючи її на вкраїнський грунт. З усьго, що досї було сказано, сама собою випливає й максимальна програма для нашої діяльности.
Ми бажаємо такої відміни сьогочасних обставин, щоб при нїй був можливий вільний розвій і цілковите вдовольнениє усїм моральним, просьвітним, социальним і політичним потребам Українського народу.
Досягаючи свого, мусимо працювати в дусі такого на моральному й науковому грунтї заснованого ідеалу людського ладу, в якому немає місця нациї пануючий і нациї підвладній, а українська нация в ряд з усякою другою, користуєть ся однаково рівними правами. Через се ми маємо бути цілковитими прихильниками до федерального ладу в тих державах, з якими з'єднана українська земля.
В справах социяльно-економічних працювати мемо в дусі такого ладу, в якому немає місця нї панови, нї мужикови, нї визискувачеві, нї визискуваному, а є місце цїловкраїнській національній родинї, що складаєтеся з рівних поміж себе правом, можливо однаково забезпечених, национально сьвідомих братів працівників.
В справі релігійній, яко в справі особистого сумлїння мусить панувати серед нас абсолютна толерация, в справах відносин до інших наций ми будемо о стільки толерантні, о скільки наші сусіди й кольонисти на нашій землі будуть толерантні до нас.
Працюючи у сьому напрямкові ми єднаємой ся з усякими іншими пригніченими нациями в Росиї, щоб гуртом боронити ся проти асиміляцийних заходів і гуртом здобувати волю. Єднаймо ся і з поступовими московськими гуртками не ворожими вкраїнству, але-ж ніколи не мішаючи ся проміж себе, а неодмінно, скрізь і завсїди мусимо ставати, яко виразно українська нация на федеративних основах повної реальної рівноправности, а коли поталанить в Росиї на конституцию, то щоб про реальну рівноправність нашого народу, яко самостійної нациї, не було анї найменшого змагання.
«Братство тарасівців»
Подаючи сю вперший раз письменно висловленну национальну програму молодих Українцїв, пересилаємо їй помагайбіг в сїм напрямі, витаючи їх словами безсмертного Тараса: Боріте ся, поборете, Вам Бог помагає! — редакція «Правди»
«ПРАВДА» (місячник політики, науки і письменства) випуск І цьвітень. Том ХVII. м. Львів, 1893 р.